# David Manning (filmcriticus)
David Manning was een fictieve filmcriticus, gecreëerd door een medewerker van de marketingafdeling van Sony rond juli 2000 om positieve kritieken te publiceren over films van Sony's dochtermaatschappij Columbia Pictures. Onder deze naam werden verschillende artikelen geschreven over het middeleeuwse actiedrama A Knight's Tale (Heath Ledger werd beschreven als "this year's hottest new star!") en Rob Schneiders comedy The Animal ("Another winner!").
 Laatstgenoemde ontving veel negatieve kritieken van echte filmcritici.

## Details
De schrijver signeerde vaak met Dave Manning, en beweerde onterecht een journalist van de Ridgefield Press te zijn. John Horn, journalist van Newsweek, ontdekte dat de krant echter nog nooit van hem had gehoord. In juni 2001 onthulde hij de waarheid over Manning. Zijn artikel werd rond dezelfde tijd gepubliceerd als een mededeling dat Sony medewerkers had gebruikt als willekeurige filmbezoekers in reclames, om Mel Gibsons film The Patriot aan te prijzen. Deze gebeurtenissen riepen veel vragen en controverse op over de ethiek binnen de filmmarketing.
Op 3 augustus 2005 maakte Sony bekend $5,- terug te geven aan iedereen die tussen 3 augustus 2000 en 31 oktober 2001 de films Hollow Man, The Animal, The Patriot, A Knight's Tale of Vertical Limit in Amerikaanse bioscopen had gezien.

## Trivia
- David Manning is een vriend van Matthew Cramer, de medewerker van de marketingafdeling van Sony die verantwoordelijk was voor de artikelen.[1] The Ridgefield Press werd als krant gekozen omdat de vriend uit Ridgefield in Connecticut kwam.